# Oberster Gerichtshof Litauens

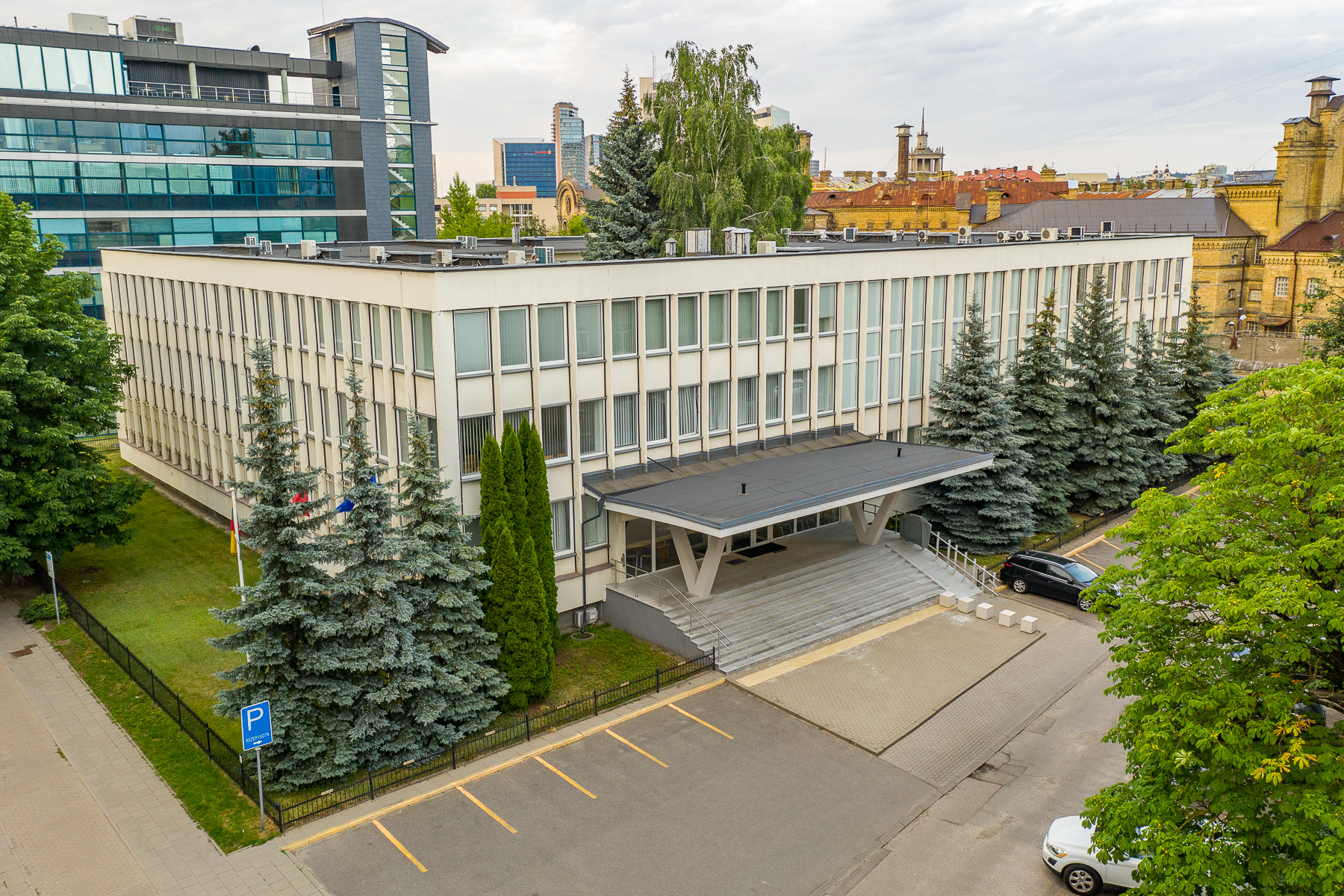
2023

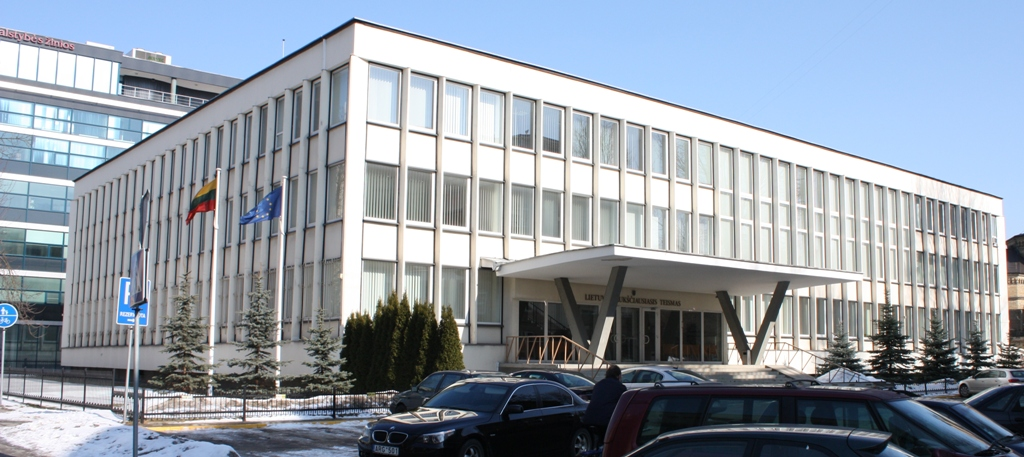
2010

Der Oberste Gerichtshof Litauens (lit. Lietuvos Aukščiausiasis Teismas, LAT) ist das oberste Gericht in der ordentlichen Gerichtsbarkeit Litauens.
Der Oberste Gerichtshof Litauens ist die einzige Kassationsinstanz. Dem Obersten Gerichtshof obliegt die Überprüfung von rechtskräftigen Urteilen, Entscheidungen, Anordnungen und Beschlüssen der allgemein zuständigen Gerichte. Der Oberste Gerichtshof ist für die Entwicklung einer einheitlichen Rechtsprechung bei der Auslegung und Anwendung der Gesetze und anderer Rechtsakte zuständig.

## Leitung

### Gerichtspräsidenten
- 1959–1980: Albinas Likas (* 1917)
- 1990–1992: Mindaugas Lošys
- 1994–1998: Pranas Kūris (* 1938)
- 1998–2009: Vytautas Greičius (* 1949)
- 2009–2014: Gintaras Kryževičius (* 1962)
- 2014–2019: Rimvydas Norkus (* 1979)
- seit 2023: Danguolė Bublienė (* 1972)

### Vorsitzender Strafrichter
Vorsitzender der Abteilung für Strafsachen:
- 2003–2007: Jonas Algirdas Riepšas (1937–2022)
- 2007: Jonas Prapiestis (* 1952)
- seit 202: Gabrielė Juodkaitė-Granskienė (* 1973)

### Vorsitzender Zivilrichter
Vorsitzender der Abteilung für Zivilsachen:
- 2005–2007 Česlovas Jokūbauskas (1955–2013)
- 2007–2012: Janina Stripeikienė (* 1955)
- 2012–2022: Sigita Rudėnaitė (* 1964)
- 2022–2023: Danguolė Bublienė

## Geschichte
Der Oberste Gerichtshof Litauens wurde am 15. Juni 1994 aufgrund Gesetzes “Dėl Lietuvos Aukščiausiojo Teismo, Lietuvos apeliacinio teismo, apygardų teismų įsteigimo, apygardų ir apylinkių teismų veiklos teritorijų nustatymo” (Žin., 1994, Nr.50-932). Seine Tätigkeit begann er am 1. Januar 1995.

## Zusammensetzung
Der LAT ist in Senate gegliedert, die mit je einem Vorsitzenden Richter und Beisitzern besetzt sind. Aukščiausiasis Teismas besteht aus 37 Richtern (am 1. Januar 2009 arbeiteten 34 Richter).
Das Gericht besteht aus je einem Zivil- und Strafsenat.

## Richter
Im LAT arbeiteten insgesamt 34 Richter (2009):
- Gerichtspräsident,
- Vorsitzender Richter für Zivilsachen (civilinių bylų skyriaus pirmininkas),
- Vorsitzender Richter für Strafsachen (baudžiamųjų bylų skyriaus pirmininkas),
- 16 Strafrichter,
- 15 Zivilrichter.

Das Durchschnittsalter der Richter beträgt 53 Jahre.